# 긴꼬리산누에나방
긴꼬리산누에나방은 산누에나방과의 나방이다. 이름처럼 뒷날개에 긴 꼬리가 달린 모습을 하고 있다. 옥색긴꼬리산누에나방과 매우 비슷하다.

## 사진

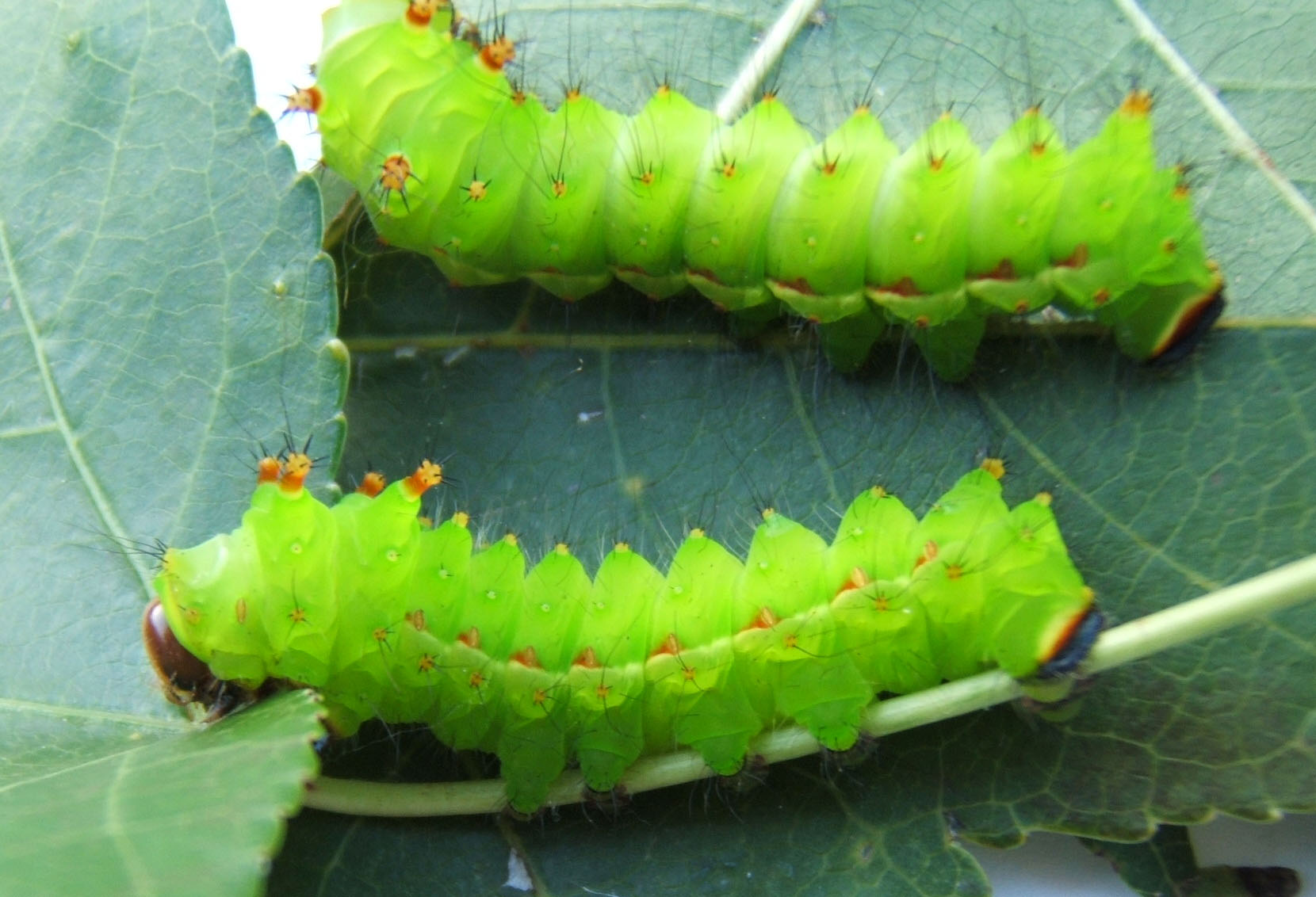
4령 애벌레